# Radio Notre Dame
Pour les articles homonymes, voir Notre-Dame.
Radio Notre Dame est une station de radio catholique généraliste de catégorie A, créée en août 1981 à l'initiative de Mgr Jean-Marie Lustiger, alors archevêque de Paris.
Au cœur d'un projet conduit par le diocèse de Paris, la station est diffusée sur la bande FM en région parisienne (FM 100.7) ainsi que dans une partie des Hauts-de-France (FM 90.7 à Laon, FM 90.6 à Noyon). Elle est toutefois présente et disponible partout sur le territoire national via une diffusion sur internet. La radio célèbre son 40e anniversaire en 2021.

## Historique
Lancée en août 1981 sous l'impulsion de  Jean-Marie Lustiger, la création de Radio Notre Dame coïncide avec la naissance des premières radios libres privées dans le sillage de la fin du monopole radiophonique d’État.
D’une petite station fonctionnant uniquement de manière bénévole à partir d'un émetteur installé au diocèse, Radio Notre Dame est devenue au fil des années un média professionnel, autonome financièrement, avec une majorité d’émissions en direct.
En 2021, Radio Notre Dame célèbre son quarantième anniversaire.
Depuis mars 2024 Radio Notre Dame et RCF se rapprochent en vue d'une fusion à l'horizon 2025.

## Ligne éditoriale
La ligne éditoriale de la station mêle émissions de société, religieuses, informations et débats et est articulée autour de quatre « missions » : l'information libre et « en vérité » en développant un regard catholique décomplexé ; la transmission de la foi en participant à la nouvelle évangélisation ; la volonté d'être généraliste et complémentaire, ouverte et disponible pour tous et partout ; la couverture de l'ensemble du spectre médiatique par une diffusion multiplateformes.
Depuis 2018, la station propose, sous l'identité Radio Notre Dame International, gratuitement à l’ensemble des radios catholiques africaines francophones ses programmes.

## Organisation et statut

### Statut
Radio Notre Dame est une station de radio de catégorie A constituée sous forme d'association loi de 1901 dont la diffusion est autorisée par le régulateur audiovisuel, l'Arcom.

### Financement
Financée à l’origine intégralement par le diocèse de Paris, Radio Notre Dame est entièrement indépendante depuis les années 2000. 85% de son financement provient des dons de ses auditeurs, et 15% des recettes commerciales (partenariats & publicité).

### Équipes
Radio Notre Dame est actuellement présidée par Michel Gueguen, vicaire général du diocèse de Paris. Il a succédé à Denis Jachiet (2017-2021), Michel Aupetit (2013-2017) et Jean-Yves Nahmias (2006-2013).
Bruno Courtois est le directeur général de la station depuis novembre 2002. Il a succédé à Nicolas Barré, décédé en avril 2002, après un intérim exercé par le vice-président de la radio, Georges-Christian Chazot. Bruno Courtois était auparavant journaliste au Parisien.

## Identité de la station

### Logos

Ancien logo de Radio Notre Dame de 2006 à 2011

### Slogan
- Depuis août 2011 : « La vie prend un sens ».

## Programmation et diffusion

### Programmation
Certains programmes de Radio Notre Dame sont repris par les radios RCA (Radios Chrétiennes Associées)

#### Émissions quotidiennes
- Le grand témoin de Louis Daufresne (pseudonyme d'Annet Sauty de Chalon), un entretien libre, pour mieux comprendre le monde.
- En quête de sens de Marie-Ange de Montesquieu, qui traite de tous sujets de société (famille, santé, travail, environnement, éducation...)
- Rencontre de Marie-Leila Coussa, qui nous fait découvrir une personne, son parcours et son regard sur la vie.
- Décryptage de Laurent Lemire : de grandes questions d'actualités passées au crible d'experts, déprogrammée en septembre 2022.
- Écoute dans la nuit animé par Louis-Auxile Maillard depuis 2019 : La libre antenne du soir, qui donne au public la parole sur des sujets de société, culturels, philosophiques ou spirituels. Cette émission est également retransmise en direct par Radio Présence, Radio Fidélité. Depuis septembre 2022, elle est coproduite par RCF(Radio chrétienne francophone) qui la retransmet aussi en direct.

#### Émissions foi et spiritualité
- Oxygène, par Camille Meyer ; un accompagnement spirituel quotidien avec un prêtre.
- La Bible pas à pas, de Jocelyne et Étienne Tarneaud.
- Un prêtre vous répond , chaque dimanche un prêtre prend le risque de tout entendre et de répondre aux auditeurs.

### Supports de diffusion
- FM 100.7 Paris Île-de-France - Beauvais - FM 90.7 Laon - FM 90.6 Noyon
- DAB+ (depuis 2021)
- www.radionotredame.com
- Applications mobiles

## Note
1. ↑  Bien qu'il soit typographiquement correct de recourir au trait d'union (« Radio Notre-Dame »), la station a fait le choix de styliser son nom sans y recourir.